# هوانوردی
هوانوردی و یا جابجایی هوایی (به انگلیسی:Aviation or air transportation) به فعالیت‌های مرتبط با پرواز مکانیکی و صنعت هواگردسازی گفته می‌شود. هواگردها به چند گونه بال‌ثابت (هواپیما) و بال‌گردنده (بالگرد) و نیز سبک‌تر از هوا مانند بالن و کشتی‌های هوایی تقسیم می‌شوند. هوانوردی را می‌توان به‌طور عمده به سه دسته بخش کرد:

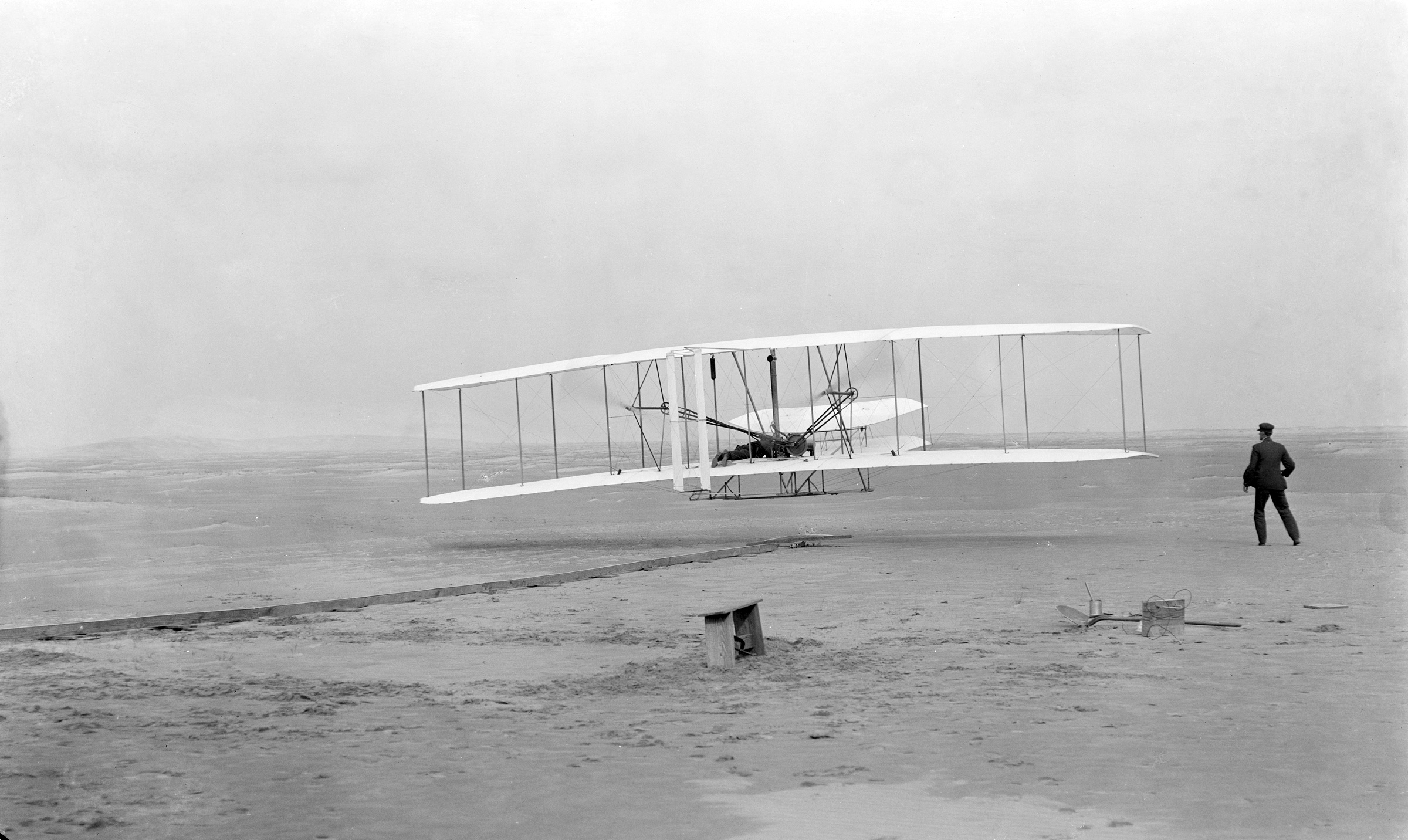
نخستین پرواز موتوری جسم سنگین‌تر از هوا، ۱۷ دسامبر ۱۹۰۳.

## هوانوردی غیرنظامی(به انگلیسی: Civil Aviation)

### ترابری هوایی(به انگلیسی:Air Transportation)
هوانوردی بازرگانی از سوی شرکت‌های هواپیمایی مانند ماهان، تورکیش ایرلاینز، ایران ایر، هواپیمایی آسمان، آریانا، تاجیک ایر، لوفت‌هانزا و دیگر شرکت‌ها به منظور حمل مسافر انجام می‌شود.
در صنعت هوایی، از ترابری هوایی برای حمل و نقل بار هم استفاده می شود.هواپیماهایی که فقط به منظور حمل بار و کالا ساخته شده اند.  ایجاد شرکت هایی به منظور فعالیت در حوزه ی حمل و نقل هوایی باری این امکان را میسر کرده تا به آسانی و با اطمینان بسته ها و کالاها و همچنین مواد غذایی که حمل آن ها دارای محدودیت و عدم رعایت شرایط خاص حمل، امکان فاسد شدن و از بین رفتن آن ها را در پی دارد در کمترین زمان به تمام نقاط جهان ارسال و به دست گیرنده های آن ها می رسد. شرکت هایی مانند Fedex، Ups Air Cargo، DHL Express و غیره.  

### هوانوردی عمومی (به انگلیسی:General aviation)
به همهٔ گونه‌های هوانوردی بجز ترابری هوایی و هوانوردی نظامی برپایه جدول زمانی (شرکت‌های هواپیمایی) گفته می‌شود. این گونه هوانوردی هواگردهای شخصی، خدمات چارتر، امدادی و تفریحی هواگردهای از آن شرکتهای بازرگانی و بسیاری گونه‌های دیگر هوانوردی غیر ترابری را شامل می‌شود.

## هوانوردی نظامی (به انگلیسی:Military aviation)
هوانوردی نظامی دربرگیرندهٔ فعالیتهای رزمی ومأموریت‌های پروازی که برای پشتیبانی نظامی انجام می‌شوند می‌باشد.
انواع هواپیماها در هوانوردی نظامی:
- هواپیماهای جنگنده مخصوص رزم هوایی
- هواپیماهای مخصوص حمله به اهداف زمینی
- هواپیماهای بمب افکن
- هواپیماهای ترابری نظامی
- هواپیماهای تجسس و شناسایی
- پهبادها (هواپیماهای بدون سرنشین)